# Léon Mazeaud
Pour les articles homonymes, voir Mazeaud.
 (février 2021).
La mise en forme du texte ne suit pas les recommandations de Wikipédia : il faut le « wikifier ».
Les points d'amélioration suivants sont les cas les plus fréquents :
- Les titres sont pré-formatés par le logiciel. Ils ne sont ni en capitales, ni en gras.
- Le texte ne doit pas être écrit en capitales (les noms de famille non plus), ni en gras, ni en italique, ni en « petit »…
- Le gras n'est utilisé que pour surligner le titre de l'article dans l'introduction, une seule fois.
- L'italique est rarement utilisé : mots en langue étrangère, titres d'œuvres, noms de bateaux, etc.
- Les citations ne sont pas en italique mais en corps de texte normal. Elles sont entourées par des guillemets français : « et ».
- Les listes à puces sont à éviter, des paragraphes rédigés étant largement préférés. Les tableaux sont à réserver à la présentation de données structurées (résultats, etc.).
- Les appels de note de bas de page (petits chiffres en exposant, introduits par l'outil «  Source ») sont à placer entre la fin de phrase et le point final[comme ça].
- Les liens internes (vers d'autres articles de Wikipédia) sont à choisir avec parcimonie. Créez des liens vers des articles approfondissant le sujet. Les termes génériques sans rapport avec le sujet sont à éviter, ainsi que les répétitions de liens vers un même terme.
- Les liens externes sont à placer uniquement dans une section « Liens externes », à la fin de l'article. Ces liens sont à choisir avec parcimonie suivant les règles définies. Si un lien sert de source à l'article, son insertion dans le texte est à faire par les notes de bas de page.
- La présentation des références doit suivre les conventions bibliographiques. Il est recommandé d'utiliser les modèles {{Ouvrage}}, {{Chapitre}}, {{Article}}, {{Lien web}} et/ou {{Bibliographie}}. Le mode d'édition visuel peut mettre en forme automatiquement les références.
- Insérer une infobox (cadre d'informations à droite) n'est pas obligatoire pour parachever la mise en page.

Pour une aide détaillée, merci de consulter Aide:Wikification.
Si vous pensez que ces points ont été résolus, vous pouvez retirer ce bandeau et améliorer la mise en forme d'un autre article.
Léon Mazeaud est un professeur de droit né à Limoges le 7 mars 1900 et mort accidentellement en montagne le 22 août 1970 à Argentières.

## Biographie

### Origines familiales
Léon Mazeaud est né dans une famille de magistrats. Son père fut de 1941 à 1946 Président de la Chambre des Requêtes à la Cour de Cassation. Il est le frère jumeau d'Henri Mazeaud et l'oncle de Pierre Mazeaud, président du Conseil Constitutionnel de 2004 à 2007.

### Carrière 1925-1939

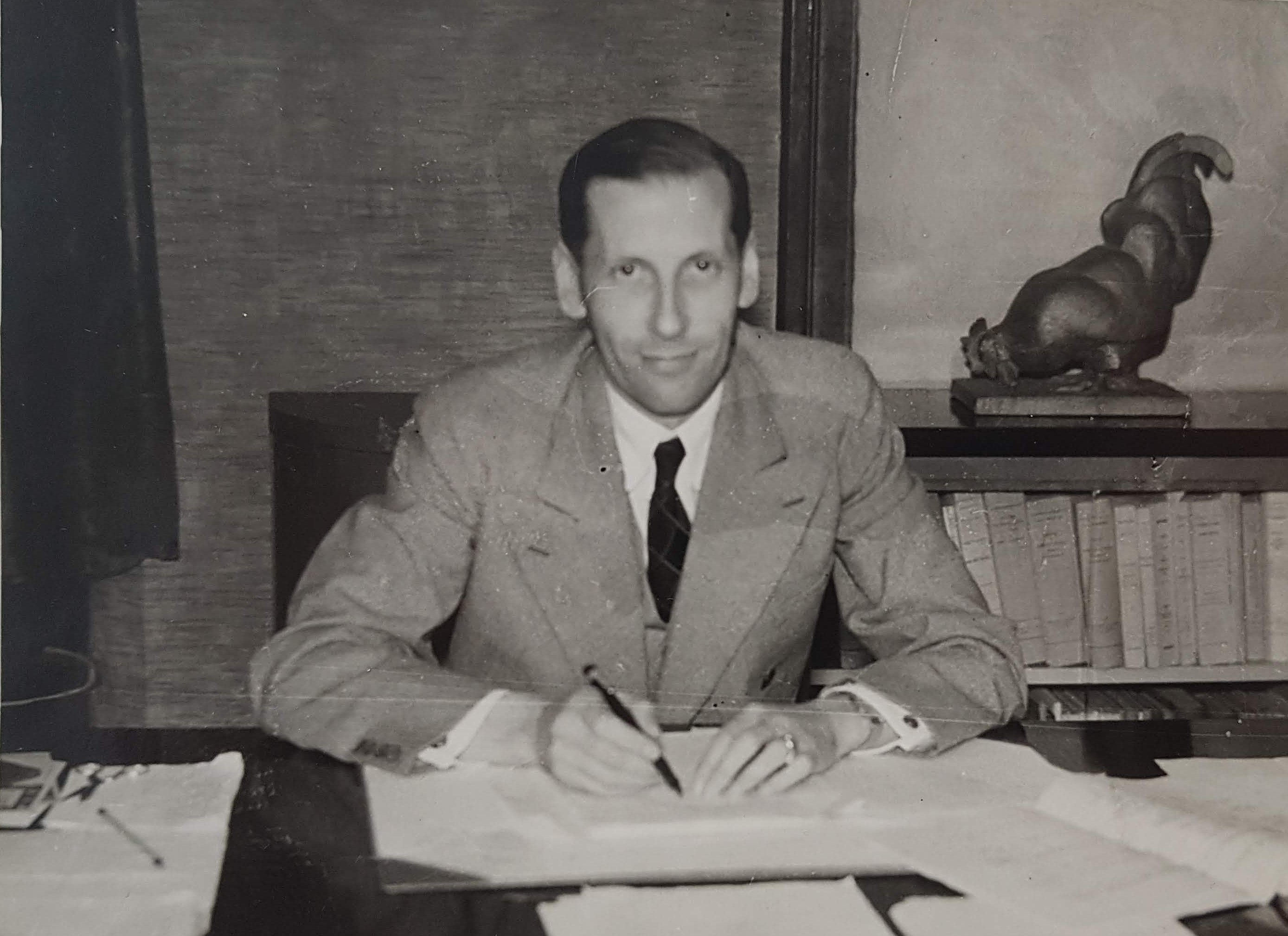
Tokyo, Maison franco-japonaise vers 1938

Après une expérience de trois ans dans l’industrie, il est reçu premier au concours d’agrégation de droit privé en 1928. Sa première affectation le conduit vers la montagne et Grenoble où il enseigne à la Faculté de Droit de 1929 à 1931.
Nommé professeur à la Faculté Royale du Caire, il poursuit sa carrière en Egypte de 1931 à 1935 puis au Japon de 1936 à 1939 où il dirige à Tokyo la Maison franco-japonaise créée en 1924 par Paul Claudel alors ambassadeur de France au Japon.
Il revient en France en 1939 pour s’engager comme simple soldat. En 1940, il est capitaine du Corps de Justice militaire quand il est fait prisonnier et envoyé à l’Oflag V-A à Weinsberg (Bade-Wurtenberg). Père de sept enfants nés de son union avec Marcelle Cabaud (1904-1982), il est libéré en 1941.

### Résistance et déportation

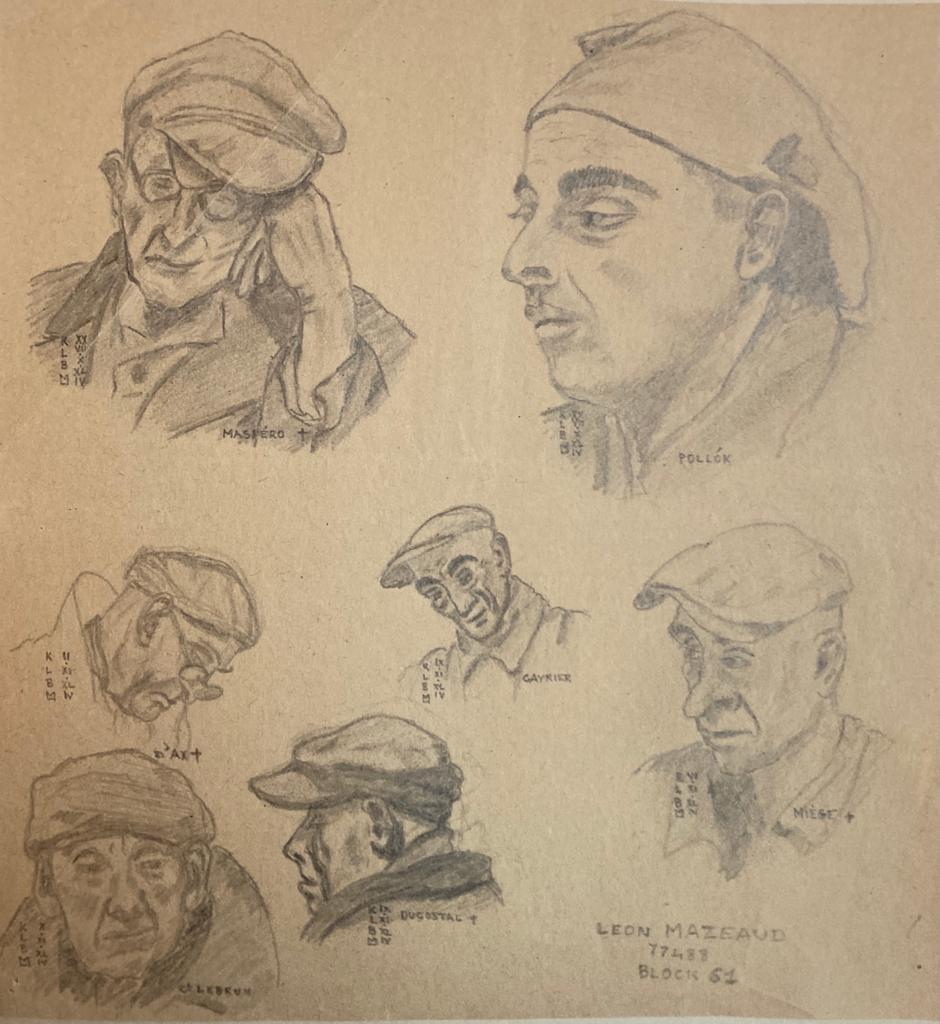
Croquis réalisés par Léon Mazeaud au bloc 61 du camp de concentration de Buchenwald en 1944.

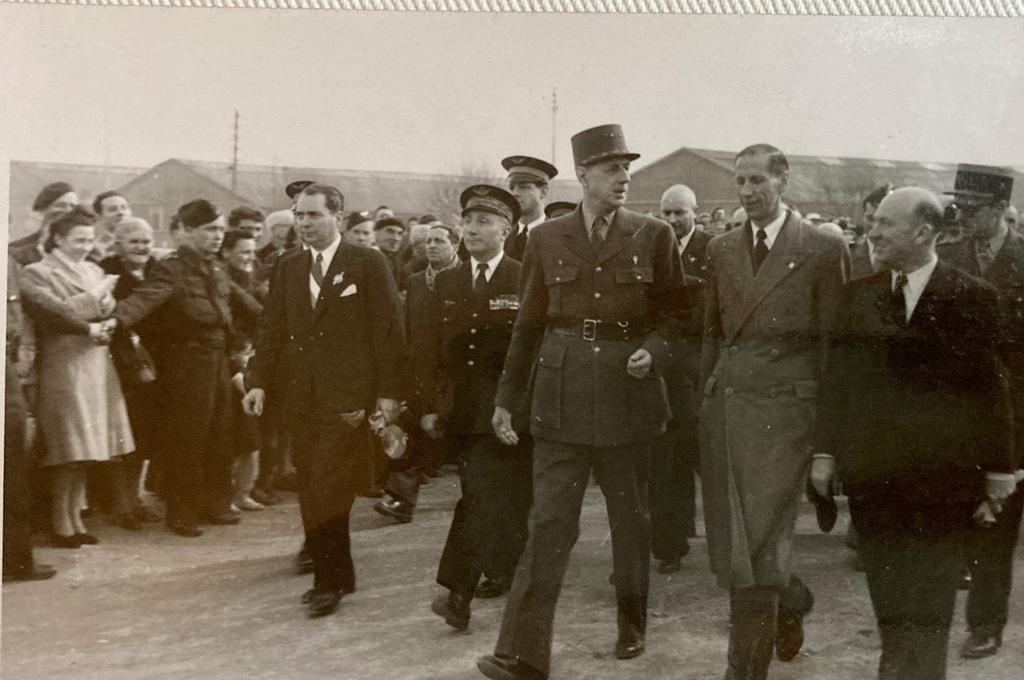
Léon Mazeaud aux côtés du général de Gaulle, 1947.

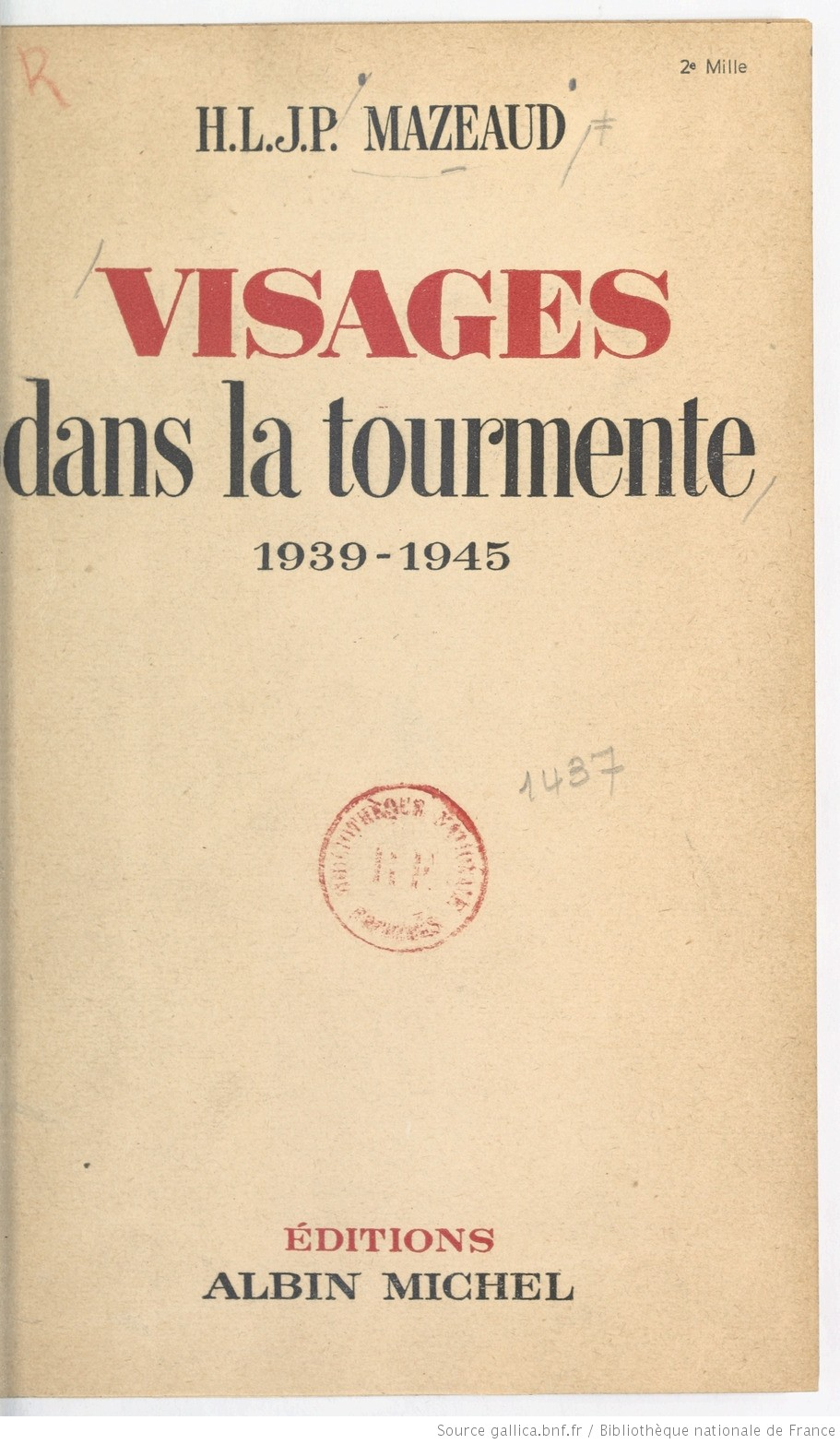
Visages dans la tourmente des frères Mazeaud

Nommé Professeur à la Faculté de droit de Paris en 1942, il rejoint la Résistance dans le réseau Alliance de Marie-Madeleine Fourcade. Chef du secteur Couronne de Paris, Seine et Oise, il est arrêté à son domicile par la Gestapo le 7 juillet 1944. 
“Ils [Léon et Henri] se sont quittés devant la gare du Nord. Celui qui reste est venu en bicyclette ; l’autre quand l’automobile démarre, le regarde longuement ; l’image se fixe en lui pour toujours, comme si ce devait être la dernière. Elle demeurera devant ses yeux, cette image de son frère penché sur sa bicyclette pour ouvrir le cadenas de sûreté, de son frère qui part chercher et qui doit conserver chez lui plusieurs dizaines de kilos de cartes d’état-major «carroyage Lambert», celles dont on se sert dans les émissions clandestines de radio pour fixer par leurs coordonnées les points désignés. […] Quarante-huit heures plus tard, il [Henri] est seul dans un petit village de la Somme. La veille il a appris que dans la nuit qui suivit leur séparation, la concierge de l’immeuble où habitait son frère avait entendu du bruit dans l’appartement, une automobile qui démarrait ; le lit retourné. Pas d’autres indices. Hélas ! Il n’en est pas besoin pour reconstituer la scène […] Il sait que les cartes d’état-major se trouvaient dans l’appartement la nuit de l’arrestation ; la perquisition la plus sommaire en aura nécessairement amené la découverte.”  "Jusque-là, dans le chaos de l’arrestation, dans la lutte de l’interrogatoire, il [Léon] n’a pas réfléchi. Maintenant, le gouffre s’ouvre devant lui. Pour lui, aucun espoir. Pour les autres non plus, qu’il entraîne dans sa perte […] Il est là, par terre, immobile, couvert d’une transpiration glacée. Il a peur, oui, il a peur. Peur de la torture, et plus encore de la mort."
 Il est acheminé au camp de concentration de Buchenwald le 15 août 1944. Il fait partie des 2554 déportés du «dernier convoi» parti de Pantin, à la veille de la Libération de Paris.
Léon Mazeaud est déporté durant neuf mois dans ce “camp d’extermination par le travail” situé à 5 kilomètres de Weimar. Atteint de dysenterie, il est mis à l’isolement puis assigné aux travaux forcés dans la carrière. Affecté aux Blocs 61 & 26A, il rencontre et se lie d’amitié avec d’autres prisonniers dont il esquisse les portraits. Parmi eux, celui d’un jeune résistant de 19 ans, Jacques Bloch alias Jacques Binet, qu’il prend sous son aile.
Sur les 48 000 détenus encore vivants avant l’arrivée des troupes américaines, 25 000 alimentent les convois d’évacuation pour couvrir les nazis dans leur retraite. Léon échappe aux “marches de la mort” mis à l’abri par son compagnon de captivité Raphaël Ellenbogen.

Le camp est libéré par la 3e armée américaine du général Patton le 11 avril 1945:
« L’Allemagne a fini par sombrer. Paris. Soir du jour V. Sur le pont traversé au départ de la prison de Fresnes, il passe le fleuve. Dans le ciel sillonné de lumière, il cherche, sans le retrouver, l’astre secourable des soirs de Buchenwald. Son pas est lourd. Son corps lui pèse. On s’accroche à son bras. Il regarde : personne. Pourtant on appuie sur son bras ; on se fait traîner. Il peine à avancer. Combien d’amis a-t-il tirés sur la place d’appel […] Ils sont tous, ce soir, suspendus à son bras. Avec eux, dans la foule qui ne les voit pas, dans la foule qui ne sait pas, qui ne sait jamais, il marche».

### Après guerre

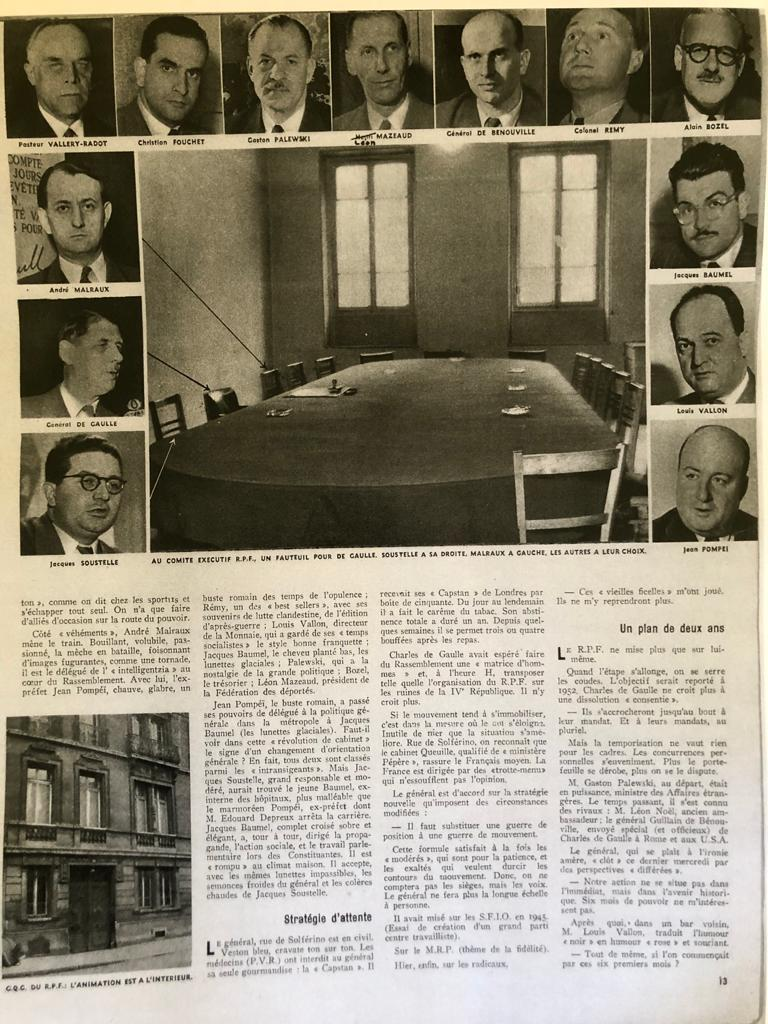
N°1 de Paris Match, 25 mars 1949.

À la Libération, il devient le premier Président de la Fédération Nationale des Déportés et Internés de la Résistance. Membre du Comité Exécutif de l’Union Gaulliste créée en 1946 par René Capitant, il est membre fondateur du RPF et siège en 1947 au Comité Exécutif aux côtés du général de Gaulle : 
« Lorsque le Général de Gaulle m’a fait l’honneur de me demander de siéger à ses côtés au Comité Exécutif du RPF, j’ai estimé que le nouvel appel du premier résistant de France était aussi essentiel que l’inoubliable appel du 16 juin 1946. Le peuple français a clairement répondu aux élections municipales de l’automne dernier […] et je peux affirmer sans me poser en prophète que le jour est proche où le peuple français confiera à nouveau au Général le soin de ses destinées. Seul le Général peut obtenir le soutien de toute la nation pour résoudre nos problèmes intérieurs… ».
Ci-contre, voir l'article Le Général de Gaulle dit : "Le pouvoir pour six mois ne m'intéresse pas", paru dans le premier numéro de Paris Match le 25 mars 1949.
En 1953, après la dissolution du RPF par le général de Gaulle, il se retire de la vie publique pour se consacrer aux Droits Civil et Commercial qu’il enseigne aux Universités du Panthéon, d’Assas et à HEC.
En 1968, il participe à Jérusalem au colloque "La Résistance européenne aux côtés d'Israël".

### Montagne & alpinisme

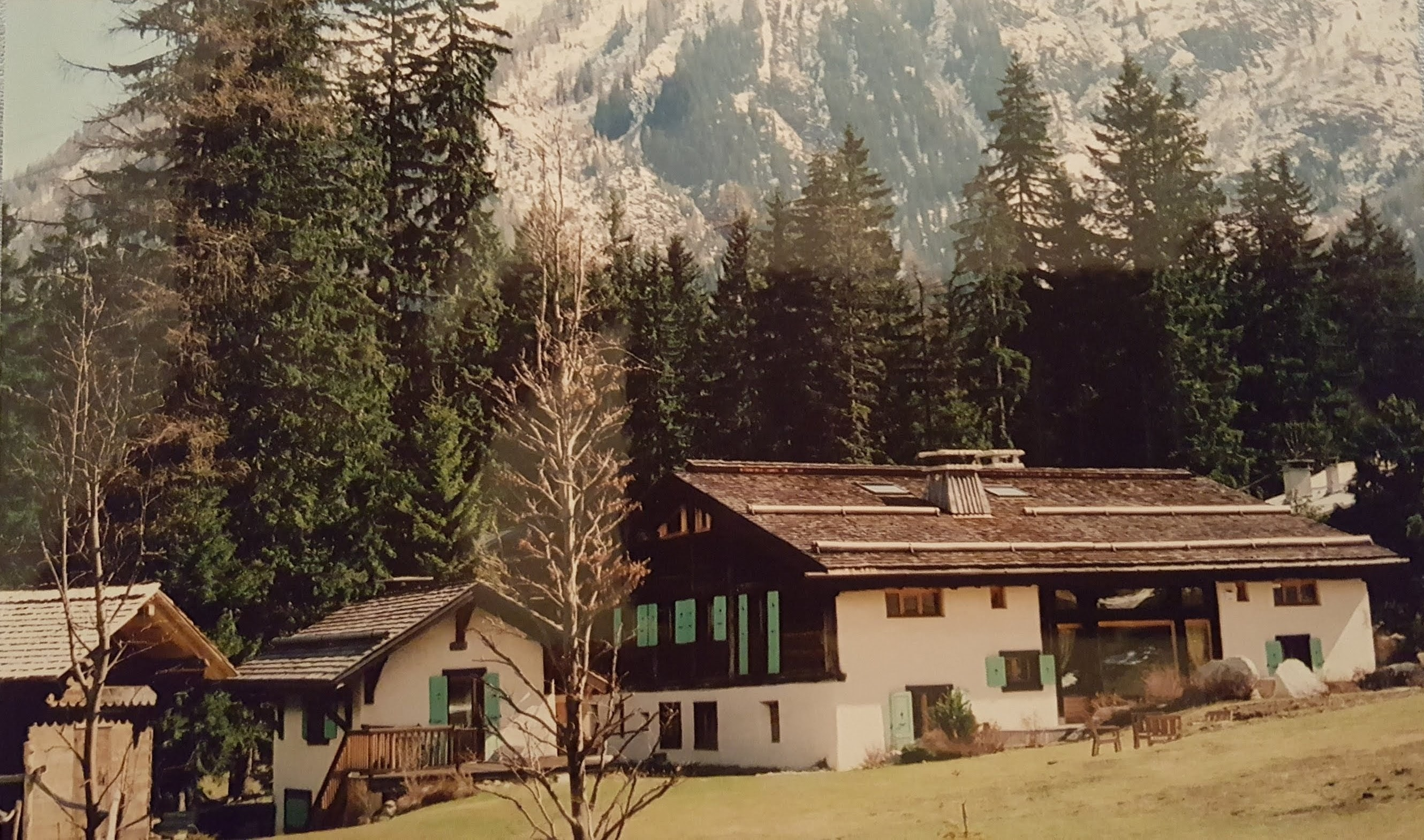
Le vieux chalet, Argentière

Il aime la montagne et pratique chaque été alpinisme et randonnée. Il a gravi à trois reprises le Mont-Blanc réalisant une première ascension en juillet 1930. A la fin de sa vie, son ascension favorite est le Belvédère, plus haut sommet des Aiguilles Rouges de Chamonix, où il emmène ses petits-enfants chaque année. Il meurt le 22 août 1970 après une chute lors d’une promenade en montagne où il accompagnait deux de ses petites-filles, non loin de son chalet à Argentière.

### L'enseignant

#### Sa conception de l'enseignement du droit

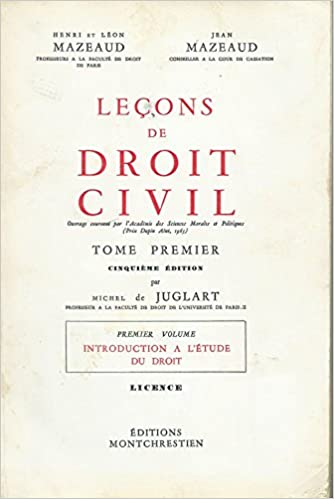
Leçons de droit civil, Henri, Léon et Jean Mazeaud

Léon Mazeaud partageait une conception de l’enseignement du droit commune avec ses frères Henri et Jean Mazeaud. Elle est tout entière dévoilée dans la préface rédigée en 1955 de la première édition de leur série d’ouvrages intitulés « les leçons de droit civil » : «L’enseignement du droit ne consiste pas seulement à expliquer et interpréter les règles positives ». Il convient «de discuter la valeur de ces règles et de chercher les améliorations susceptibles de leur être apportées […], de chercher la vérité». «Le rôle essentiel du juriste est, dans cette perspective, de préparer le droit de demain, plus encore que d’expliquer le droit d’aujourd’hui». Les étudiants retiendront plus facilement la règle de droit ainsi mise en perspective en y adjoignant, le plus souvent, la connaissance de l’histoire et du droit comparé.
Le but d’un tel enseignement est d’éviter ce que craignait leur collègue économiste André Piettre cité dans cette même préface, c’est-à-dire que les étudiants croient savoir beaucoup de choses alors qu’ils ne comprendraient rien, qu’ils soient de faux savant, ennuyeux et bavards ! En outre, considérant les règles de droit comme les règles de notre vie, le juriste ainsi formé ne doit bien entendu pas se contenter de les connaître mais être capable de les mettre en pratique : «on ne saurait enseigner les règles de droit comme une discipline abstraite, détachée des règles de vie, qui est leur essence même». Théorie et pratique ne doivent pas être séparées, le but est de parvenir à la «fusion de l’abstrait et du concret». Ainsi, Léon Mazeaud et ses frères entendaient-ils former non seulement des techniciens aux connaissances précises et claires, mais encore des citoyens capables de raisonner.

#### Ses postes d’enseignant
En 1928, il passe le concours d’agrégation « des facultés de droit (section du droit privé et du droit criminel) », il en sort major.
De 1930 à 1942, il est professeur de droit commercial à la Faculté de Droit de l’Université de Grenoble.
De 1931 à 1935, il est détaché à la Faculté de Droit de l’Université royale du Caire en tant que professeur de droit commercial.
De 1936 à 1939, il est détaché en tant que directeur de la Maison franco-japonaise à Tokyo.
De 1942 à 1970, il est professeur à la Faculté de Droit de l’Université de Paris.
De 1944 à 1955, il est titulaire de la chaire de droit civil comparé et du cours de droit civil.
De 1955 à 1970, il est titulaire des cours de droit commercial.
Il est également professeur honoraire à la Faculté de droit de Grenoble, professeur honoraire de l’Université de Montréal, docteur honoris causa de l’Université de Louvain et membre de la commission de réforme du Code de commerce et du droit des sociétés (à partir de 1947)

#### Sa pratique de l’enseignement
Léon Mazeaud prodiguait un enseignement fait de convictions fortes, et directement affirmées. Il n’hésitait pas à dire aux étudiants : « la jurisprudence est contraire, mais elle est dans l’erreur ». Selon le professeur Malinvaud (Journées Capitant, Les petites affiches, n°174, Lextenso 2006), Léon et son frère Henri, « animés d’une foi indestructible, poursuivaient leur chemin contre vents et marées ; et ce chemin, c’était toujours la ligne droite ».
Léon et ses frères Henri et Jean ont initié un des premiers ouvrages de droit « conçu dans un but vraiment pédagogique » (André Damien, de l’Académie des sciences morales et politiques). En effet, la méthode employée dans « les leçons de droit civil », depuis lors souvent reprise, était révolutionnaire pour l’époque. Chaque leçon débutait par un résumé de l’essentiel à retenir, suivi des développements explicatifs et se terminant par des lectures choisies et commentées illustrant et agrémentant les propos tenus, le tout avec un souci constant de rigueur et de clarté : selon le professeur Pierre Raynaud : « la clarté, la précision et l’élégance de la présentation, mais aussi la netteté et la fermeté de la pensée », Revue trimestrielle de droit civil, 1970 p. 659.

### Le chercheur
L’enseignement de Léon Mazeaud s’appuyait sur ses recherches, conférences et publications dans de très nombreux écrits : thèses, ouvrages, articles, notes de jurisprudence.
L’originalité de l’œuvre scientifique de Léon Mazeaud réside dans la diversité de son talent de juriste : tout à la fois civiliste, comparatiste et commercialiste.

#### Le civiliste
Profondément civiliste, il a partagé avec son frère Henri les mêmes convictions solidement ancrées et qu’il défendait avec la même fermeté, le même courage, soutenant son opinion contre des vents parfois contraires. Ce combat respectait l’opinion d’autrui.
À titre d’illustration, citons son opinion sur la question de la plus ou moins grande latitude laissée aux époux pour divorcer, débattue en 1945 dans une chronique intitulée « Solution au problème du divorce » (Recueil Dalloz 1945, chronique 11) : « Charpenter la famille ». L’inscrire dans la stabilité, mais par la liberté : « Deux mariages sont ouverts : l’un, que pourra briser le divorce ; l’autre que brisera seul la mort. Le silence gardé par les époux sur l’indissolubilité vaudra mariage dissoluble. A ceux qui veulent l’indissolubilité de la réclamer devant l’officier d’état civil ». Son idée était que chacun puisse choisir son type de mariage.
A côté du droit de la famille, Léon Mazeaud a beaucoup écrit en droit de la responsabilité civile, notamment, avec son frère Henri, dans le fameux Traité théorique et pratique de la responsabilité civile délictuelle et contractuelle de 1931 (prix Dupin Aîné 1932) de plus de 1000 pages, mis à jour ensuite à plusieurs reprises, ainsi que dans la chronique sur le même sujet publiée dans la Revue trimestrielle de droit civil de 1938 à 1960. Le Traité expose avec une grande clarté la distinction entre les deux types de responsabilité civile, contractuelle et délictuelle : la responsabilité contractuelle est encourue dès qu’un contrat valable unit le responsable et la victime et qu’une obligation (peu importe qu’elle soit essentielle ou accessoire) née de ce contrat est violée. Tout le reste relève de la responsabilité délictuelle. Le Traité propose aussi une évolution de la matière reposant sur l’unité fondamentale de ces deux responsabilités, appelant à l’unité de leur régime (voir Georges Durry dans les Journées Capitant, Les petites affiches, n°174, Lextenso 2006). La source de la responsabilité civile trouve toujours sa source dans une faute « objectivisée » afin de protéger le plus possible les victimes : non pas une faute morale, mais une faute déculpabilisée et désincarnée, une erreur de conduite (voir en ce sens, Geneviève Viney, même référence).
En matière de responsabilité civile également, Léon Mazeaud s’est prononcé en faveur de la transmission de la créance de réparation du pretium doloris aux héritiers de la victime décédée (note au Dalloz 1943, p. 45), afin d’éviter que le responsable d’un préjudice moral reste impuni. Afin d’assurer la réparation intégrale au bénéfice des victimes et de pallier les lenteurs de la justice, il plaida pour la réévaluation du montant du préjudice subi en cas d’évolution des prix en cours d’instance ("L'évaluation du préjudice et la hausse des prix en cours d'instance", La semaine juridique, 1942. I. 275) et la comptabilisation d’intérêts pour les dommages et intérêts prononcés ("Les intérêts produits par les dommages et intérêts", note sous Cass. civ., 18 janvier 1943, Recueil Dalloz critique 1943. 45). Il s’intéressa aussi à la question des éventuels cumuls d’indemnité (voir par ex. Cahiers juridiques de l'électricité et du gaz 1954, doct., p. 89 et s. et Gazette du Palais 1957. 2, doct. p. 31).
Ce sont toutes les facettes du droit civil qui intéressaient Léon Mazeaud. Alors qu’il était tout jeune avocat à la cour d’appel de Lyon, il avait commencé sa carrière universitaire en soutenant à l’âge de 21 ans une première thèse de doctorat consacrée à « La preuve intrinsèque ». On citera également, parmi d’autres, un important article resté classique sur « la distinction des jugements constitutifs et déclaratifs de droits » qualifié de « fondamental » par le professeur Jacques Dupichot en raison de son influence croissante sur la jurisprudence (L’indemnisation, numéro spécial, Journée Henri, Léon et Jean Mazeaud sur la responsabilité civile, Association Henri Capitant, Les petites affiches, n°174, Lextenso 2006). Et également une approche prémonitoire des clauses limitatives de responsabilité (voir en ce sens P-Y Gautier, Léon Mazeaud, Revue des contrats, Lextenso 2010 n°4, p. 1427). Au-delà des articles et annotations de jurisprudence (voir bibliographie), les célèbres Leçons de droit civil, série d’ouvrages couvrant la totalité du droit civil et couronnés par le prix Dupin Aîné de 1965, ont largement mobilisé sa plume aux côtés de celle de ses frères Henri et Jean. Il enseigna le droit civil dès son premier poste à la Faculté de Droit de l’Université de Grenoble.

#### Le comparatiste
Léon Mazeaud a également étudié à l’étranger et enseigné le droit comparé. Nommé professeur à la Faculté de Droit de l’Université de Paris en 1942 (JO 1er sept. 1942), il fut nommé titulaire de la chaire de droit civil comparé en 1944 (JO 17 avr. 1944). Le professeur Jean Foyer confiait lors des Journées de l’Association Henri Capitant des amis de la culture juridique française (Les petites affiches, n°174, Lextenso 2006) que lorsqu'il était étudiant, il suivait ce cours alors même qu’il n’avait pas choisi la matière à l’examen, tant il le passionnait ! L’ouverture de Léon Mazeaud aux droits étrangers avait été préparée par sa mission de professeur à la Faculté royale de Droit du Caire de 1931 à 1936, suivie de la direction de la Maison franco-japonaise à Tokyo de 1936 à 1939, mission interrompue en raison de la seconde guerre mondiale. Il entretenait des contacts scientifiques avec de nombreux autres pays qui furent aussi l’occasion de conférences notamment au Canada, en Italie, Belgique, Espagne, etc.

#### Le commercialiste
Léon Mazeaud a consacré sa seconde thèse de doctorat en 1924 au « problème des unions de producteurs devant la loi française », sujet de droit commercial et plus précisément de droit de la concurrence, révélant sa compétence précoce dans ce domaine. Il conforta sa thèse dans un ouvrage paru en 1927 sur le délit d’altération des prix, puis en 1928 sur le régime juridique des ententes industrielles et commerciales en France.
Mais c’est aussi son histoire personnelle qui explique qu’il se soit dirigé vers cette matière. En effet, dès 1925, il fut appelé par un oncle sans enfant à diriger une usine familiale de caoutchouc, la Lick-Paramount. Jeune marié, il accepta cette tâche et s'y consacra dans un premier temps. Cette période lui permit d’acquérir une expérience très concrète de l’entreprise et aiguisa sa sensibilité au droit commercial. Mais l’Université l’attirait davantage que le quotidien du chef d’entreprise, si bien qu’ayant préparé le concours d’agrégation de droit privé, il réussit major des six candidats reçus en 1928 (JO 12 août 1928 p. 9332). Une fois universitaire, il garda ce sens aiguisé des problématiques concrètes que lui avait apporté son expérience du terrain. Dès lors, il enseigna (à compter du 1er décembre 1930 à la Faculté de Droit de l’Université de Grenoble, prenant la suite du professeur Escarra, JO 18 déc. 1930 p. 13796 ; puis à l’Université du Caire et plus tard à l’Université de Paris) et écrivit dans de multiples secteurs du droit commercial : sur les ententes de producteurs et aussi sur les sociétés (nationalité, liquidation des sociétés entre époux, etc.), les valeurs mobilières, le contrat de transport (voir bibliographie), toujours soucieux non seulement d’analyser ces figures juridiques mais aussi de les critiquer et d’en proposer des améliorations.

#### Le partisan de l’unité des matières
Ces trois domaines, droit civil, droit comparé, droit commercial, il ne les a pas explorés successivement, mais corrélativement. S’il a été une grande partie de sa vie titulaire d’un cours de droit commercial, il n’en était pas moins toujours pétri de droit civil, estimant que les deux droits se nourrissaient l’un l’autre et simultanément s’éclairaient des expériences étrangères traduites dans le droit comparé.
Il n’était guère favorable à l’autonomie du droit commercial. Et plus largement, il questionnait : « Le législateur doit-il se laisser entraîner dans le mouvement de spécialisation, qui substitue la technique à la culture ? » (voir par exemple son article, "L’unification du droit civil et du droit commercial", Problèmes contemporains de droit comparé, Tokyo, 1962, tome 2, p. 219). L’unité des droits civil et commercial n’allait pas de soi et son mouvement a pu être combattu par ceux qui préféraient mettre en avant les spécificités du droit commercial.
Aujourd’hui, il se réjouirait sans doute de constater que les différences sont moins marquées que par le passé. Si le droit commercial garde en bien des domaines sa spécificité (par exemple en matière de preuve, de solidarité, de capitalisation des intérêts ou encore d’exclusion des délais de grâce en matière cambiaire), bon nombre de règles sont désormais communes (la prescription extinctive, la mise en demeure par simple lettre, les taux d’intérêt avec une césure entre professionnels et particuliers et non plus entre les domaines civil et commercial, l’application des règles d’imputation des paiements du code civil en matière de faillite, la proximité entre la réduction du prix de l’article 1217 du code civil et la réfaction du prix en matière commerciale).
Il s’est également révélé précurseur de ce que l’on appelle aujourd’hui le droit des affaires, en ce qu’il milita pour l’unification du droit civil et du droit commercial en un droit de l’entreprise. Par exemple, il invita à « substituer au fonds de commerce le fonds d’entreprise qui, commercial ou non commercial, se caractérise, comme le fonds de commerce, par une clientèle cessible » ("L’unification du droit civil et du droit commercial", Problèmes contemporains de droit comparé, Tokyo 1962, tome 2, p. 229. Voir aussi "Vers la fusion du droit civil et du droit commercial français", Recherches de droit comparé de M. Rotondi, vol III, Padova, Dott. Antonio Milani, 1973 p. 346). Et l’on sait aujourd’hui combien en droit français se sont multipliés les fonds de toute nature : rural, artisanal, libéral… Il poursuit : « Ainsi devrait-on appliquer à toutes les entreprises, commerciales ou non commerciales, les règles réservées jusqu’ici aux commerçants, notamment la faillite, l’obligation de tenir des livres, celle de s’inscrire sur un registre public » (mêmes références). C’est bien ce que le législateur a depuis lors réalisé, notamment par la loi de 1985 sur la faillite et, au-delà, dans de nombreuses règles aujourd’hui communes au droit civil et au droit commercial.
Ainsi, il écrivit dans des domaines relevant à la fois de ces deux matières ; par exemple sur les clauses limitatives de responsabilité en matière de transport ferroviaire qu’il appelait à contrôler ou encore à propos des sociétés Recueil Sirey 1928, entre époux dont il fustigeait la jurisprudence qui tout à la fois les annulait et limitait les effets de cette nullité.
Les multiples facettes des compétences juridiques de Léon Mazeaud l’ont conduit à donner avec libéralité beaucoup de conseils avisés, venant au secours de ceux qui étaient dans le besoin (voir en ce sens, Ph. Malinvaud, Journées Capitant, Les petites affiches, n°174, Lextenso 2006), le cas échéant de façon bénévole. Son autorité se doublait d’une attention aux autres discrète et généreuse, portées par une foi chrétienne d’une grande profondeur et par une droiture sans faille.

## Décorations
- Grand officier de la Légion d'honneur
- Croix de guerre 1939–1945
- Médaille de la Résistance française

## Ouvrages
- La preuve intrinsèque, thèse 1921.
- Le problème des unions de producteurs devant la loi française, préface René Garraud, Paris, Librairie Dalloz, 1924
- Le délit d’altération des prix, préface René Garraud, Paris, Librairie Dalloz, 1927
- Le régime des ententes industrielles et commerciales en France, préface René Garraud, avant-propos du Dr Rudolf Isay avocat à Berlin, Paris, Recueil Sirey, 1928
- Traité théorique et pratique de la responsabilité civile, délictuelle et contractuelle, avec Henri Mazeaud, Paris, Sirey, 1931 (1re éd.), 1934 (2e éd.), 1938 (3e éd.), 1947-1950 (4e éd.), Montchrestien, 1957-1960 (5e éd.), 1965 (t.1, 6e éd.), 1970 (t. 2, 6e éd.).
- Projet de modification des textes des codes de commerce égyptiens, relatifs à la lettre de change, au billet à ordre et au billet au porteur, Revue Al Quanoun Wal Iqtisad, s.l. [Le Caire], impr. Noury, 1935
- Droit commercial, Guide des conférences et exercices pratiques pour la licence en droit, Paris, Sirey, 1942 et 1950
- Cours de droit civil, Les cours du droit, 1944, 1946 à 1950 (chaque année), 1953, 1955
- Leçons de droit civil, Paris, Montchrestien, à partir de 1955, quatre tomes chacun divisés en plusieurs volumes, réédités et mis à jour plusieurs fois.
- Cours de droit commercial, Les cours du droit, 1954, 1956 à 1970 (chaque année)
- Droit commercial, Nouveau guide des exercices pratiques pour les licences en droit et en sciences économiques, Paris, Montchrestien 1959, 1961, 1966, 1968
- Visages dans la tourmente, Paris, Albin Michel, 1946, écrit à quatre mains avec ses frères, primé par l’Académie française.

## Articles
- Les projets relatifs à la spéculation, Rapport à la Société de législation comparée (section lyonnaise, séance du 4 avril 1924)
- Coalitions et sociétés, Revue des sociétés, Librairie de la Cour de cassation, 1926
- La répression du bénéfice exagéré dans la loi du 3 décembre 1926, Revue critique de législation et de jurisprudence, 1927
- Le contrat de remorquage, Annales de droit commercial français, étranger et international, Rousseau, 1928, n°1, p. 5 et s.
- De la nationalité des sociétés, Journal du droit international, 1928
- De la liquidation des sociétés entre époux, Revue critique de législation et de jurisprudence, 1928
- De la distinction des jugements déclaratifs et des jugements constitutifs de droits, Recueil Sirey,1928, et Revue trimestrielle de droit civil, 1929
- La législation commerciale interne : articles annuels au numéro de la Revue d’économie politique consacré à la France économique
- De la clause interdisant à l’assuré de reconnaître sa responsabilité, Dalloz hebdomadaire, 1929, chronique p.53 et s.
- Obligation in solidum et solidarité entre codébiteurs délictuels, Revue critique de législation et de jurisprudence, 1930
- Des droits des souscripteurs ou acheteurs de valeurs mobilières au cas de faillite de l’intermédiaire, Journal des sociétés, 1932, n°7, art. 3964
- L’action directe de la victime contre l’assureur du responsable, Revue Al Qanoun wal Iqtisad, 1932 p. 3 et s.
- L’assurance de responsabilité, L’Egypte contemporaine, 1932 et s.
- La victime peut-elle poursuivre seule l’assureur du responsable ?, Dalloz Hebdomadaire, 1932, chronique p.117 et s.
- L’assimilation de la faute lourde au dol, Dalloz hebdomadaire, 1933, chronique p. 49 et s.
- La faute et le péché, Cahiers du cercle thomiste. Foyer des étudiants Abbassieh, Le Caire, 1935 p.176
- Responsabilité civile, L’Egypte contemporaine, revue de la société royale d’économie politique, de statistique et de législation, t. XXVI, 1935, p. 305 à 322
- Henri Capitant et l’élaboration de la théorie française de la responsabilité civile, Hommage à la mémoire du professeur Henri Capitant, p. 35 et s., Tokyo, Maison franco-japonaise, 1938
- Chroniques trimestrielles de jurisprudence, droit des obligations et responsabilité civile, avec Henri Mazeaud, Revue trimestrielle de droit civil, 1938 à 1960
- De la pluralité d’assurances de responsabilité, Revue générale de droit commercial, 1939, p.5 et s.
- L'évaluation du préjudice et la hausse des prix en cours d'instance, La semaine juridique, 1942. I. 275
- Les intérêts produits par les dommages et intérêts, note sous Cass. civ., 18 janvier 1943, DC (Recueil Dalloz critique) 1943. 45
- Solution au problème du divorce, Recueil Dalloz 1945, chronique 11
- Les nullités de la période suspecte dans les procédures collectives, Dalloz, 1950 p. 580
- Le cumul des mandats de présidents ou d’administrateurs et les sociétés ayant leur exploitation dans les territoires d’outre-mer, Revue des sociétés, 1951, n°1, art. 5541
- Les contrats sur le corps humain, Anuario de derecho civil, Madrid, 1953
- Des actions dont dispose l’EDF pour obtenir réparation des conséquences dommageables des accidents causés à ses agents par des tiers, Cahiers juridiques de l'électricité et du gaz, 1954, doctrine, p. 17 et s.
- Les cumuls d’indemnité, Cahiers juridiques de l'électricité et du gaz, 1954, doctrine, p. 89 et s.
- La défense des intérêts moraux collectifs, La revue du barreau de la province de Québec, 1956, t. 16 n°8, p. 349
- Les fautes collectives, La revue du barreau de la province de Québec, 1956, t. 16 n°8, p.405
- La responsabilité dans l’exercice d’un droit, La revue du notariat, Québec, volume 58, 1956, n°8, p. 369
- Conflit à la Cour de cassation : l’action personnelle du débiteur de prestations contre le responsable de l’accident survenu au prestataire, Gazette du Palais, 1957. 2, doct. p. 31
- L’unification du droit civil et du droit commercial, Problèmes contemporains de droit comparé, Tokyo 1962, tome 2, p. 219
- La souveraineté de fait dans les sociétés anonymes en droit français, Rapport des travaux de l’association Henri Capitant, Dalloz, 1967, p. 330
- Vers la fusion du droit civil et du droit commercial français, Recherches de droit comparé de M. Rotondi, vol III, Padova, Dott. Antonio Milani, 1973, p. 335